# Speleomantes italicus
Speleomantes italicus este o specie de salamandre din familia Plethodontidae⁠(d). Endemică în Italia, habitatele sale naturale sunt păduri temperate, zone stâncoase, peșteri și habitate subterane (altele decât peșteri). Este amenințată de pierderea habitatului.

## Descriere
O astfel de salamandră este îngustă și cu membre scurte și crește până la o lungime de aproximativ 12,5 cm incluzând coada sa scurtă. Capul este lat cu ochi proeminenți și există un șanț distinct între nări și marginea buzelor. Labele picioarelor sunt parțial palmate. Este de culoare închisă, cu pete roșiatice sau semne gălbui și cu burta închisă. În nordul arealului său, acesta are o culoare mai variabilă și uneori se hibridează cu specia Speleomantes ambrosii.

## Răspândire și habitat
Speleomantes italicus este originară din nordul Italiei, unde se găsește în nordul și centrul Munților Apenini. Arealul său se extinde de la provincia Lucca și provincia Reggio Emilia spre sud, până la provincia Pescara. Se găsește în văi împădurite, pe aflorimente stâncoase și în peșteri și ape subterane, adesea în zone calcaroase, la altitudini de până la 1.600 m deasupra nivelului mării.
O populație introdusă de aceste salamandre există într-o carieră abandonată dintr-o pădure de mesteceni situată lângă Holzminden, Germania. Există ipoteză conform căreia acolo ar exista asemenea salamandre de cel mult un secol, fiindcă la începutul secolului al XX-lea în zonă trăia o familie care deținea atât o afacere ce se ocupa cu importarea de animale, cât și câteva cariere din apropiere.

## Comportament și ecologie
Aceste salamandre se găsesc de obicei în zone de roci calcaroase, dar uneori în zone de gresie sau zone ofiolitice. Sunt agile, urcându-se pe pereți de peșteri și aflorimente stâncoase. Femela depune un rând de puține ouă într-o crăpătură și acestea eclozează prin dezvoltare directă în salamandre miniaturale. Pare a fi un vânător oportunist cu o gamă largă de prăzi nevertebrate.

## Stare de conservare
Uniunea Internațională pentru Conservarea Naturii clasifică specia Speleomantes italicus drept pe cale de dispariție.